# Journal of Chromatography A
Das Journal of Chromatography A, abgekürzt J. Chrom. A, ist eine wöchentlich erscheinende Peer-Review Fachzeitschrift. Die Erstausgabe wurde 1958 publiziert. Die veröffentlichten Artikel decken das gesamte Gebiet der chemisch-analytischen Trenntechniken (Chromatographie, Elektrophorese, Kopplungstechniken) ab.
Der Impact Factor lag im Jahr 2019 bei 4,049. Nach der Statistik des ISI Web of Knowledge wurde das Journal 2014 in der Kategorie Biochemische Forschungsmethoden an 15. Stelle von 79 Zeitschriften und in der Kategorie analytische Chemie an sechster Stelle von 74 Zeitschriften geführt.
Chefredakteure sind Jared Anderson (Iowa State University, Iowa, USA), Michael C. Breadmore (University of Tasmania, Hobart, Australien), Deirdre Cabooter (Katholieke Universiteit Leuven, Belgien), Paola Dugo (Universität Messina, Italien), Salvatore Fanali (Universität Verona, Verona, Italien), Bin Hu (Universität Wuhan, Wuhan, Volksrepublik China), Hian Kee Lee (Nationaluniversität Singapur,  Singapur), Colin Poole (Wayne State University, Detroit, USA), Marja-Liisa Riekkola (Universität Helsinki, Helsinki, Finnland) und Yan Sun (Tianjin-Universität, Tianjin, China).